# Batavia (Coppename)
Batavia aan de rivier de Coppename in Suriname is een voormalige cacaoplantage, militaire post en leprozerie van het koloniaal bestuur (het gouvernement). De melaatsenkolonie functioneerde van 1824 tot 1897, waarna de locatie geheel werd verlaten en overwoekerd raakte. Vanaf 2001 wordt Batavia herontwikkeld als bedevaarts- en toeristisch oord.

## Locatie

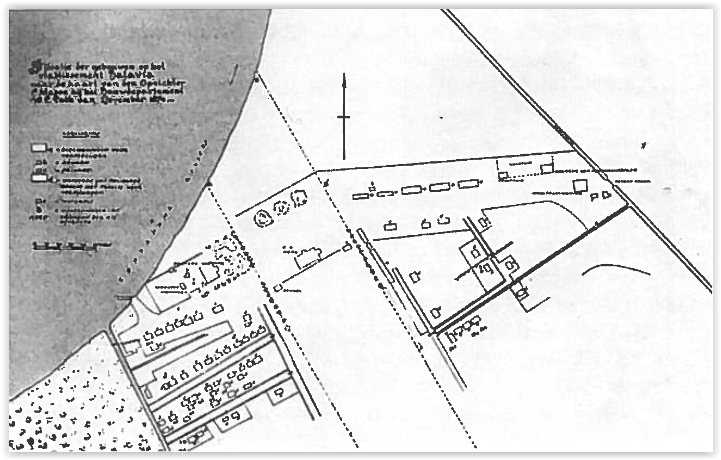
Situatie der gebouwen op het etablissement Batavia, door landmeter Zeger Weijers, 1836

Batavia behoort tot het district Saramacca en is gelegen aan de rechteroever van de Coppename ongeveer 12,5 kilometer ten zuiden van het punt waar deze rivier samenkomt met de Saramacca en uitmondt in de Atlantische Oceaan. Batavia wordt aan de zuidzijde begrensd door de Kalebaskreek (ook genoemd Celebes-kreek en Lazarus-kreek) en aan de noordzijde door een loostrens.

## Cacaoplantage
De Coppename speelde in de economie van Suriname geen rol van betekenis. Dit in tegenstelling tot de Saramacca, waarlangs in de 18e en 19e eeuw meerdere cacao- en suikerrietplantages zijn aangelegd. Behoudens een enkele houtgrond, zoals Andresa, was Batavia de enige plantage aan de Coppename. De cacaoplantage lag afgelegen en onbeschermd. Het is onbekend wanneer de plantage in onbruik raakte en vanaf wanneer ze aan het gouvernement verviel. In 1784 verscheen ze als stipje op de landkaart van J.C. Heneman onder de vermelding 'oude Cacaogrond'. In 1827 werd er door het gouvernement naar verwezen als 'Java'. Mogelijk is dat de oorspronkelijke plantagenaam. In 1832 werd de plantage door luitenant-cartograaf G. Mabé aangeduid als 'Batavia'. De naamgeving verwijst naar (de hoofdstad van) toenmalig Nederlands-Indië.

## Militaire post
In (of rond) 1777 kreeg Batavia een militaire post, die ook gedurende de tijd van de leprozerie zou blijven functioneren. De militaire post van Batavia maakte deel uit van het Oranjepad, een 26 km lange verdedigingslinie van militaire posten, waaronder fort Groningen. Dit pad diende enerzijds om slaven tegen te houden die wilden vluchten van de plantages in het noorden naar de zuidelijke bossen, anderzijds om gevluchte slaven te weerhouden van (nachtelijke) toegang tot diezelfde plantages. De posten werden in de eerste helft van de 19e eeuw reeds verlaten, maar Batavia bleef wel beveiligd. Een tweede, grotere verdedigingslinie in Suriname was het Cordonpad, gelegen ten oosten van Paramaribo.

## Leprozerie

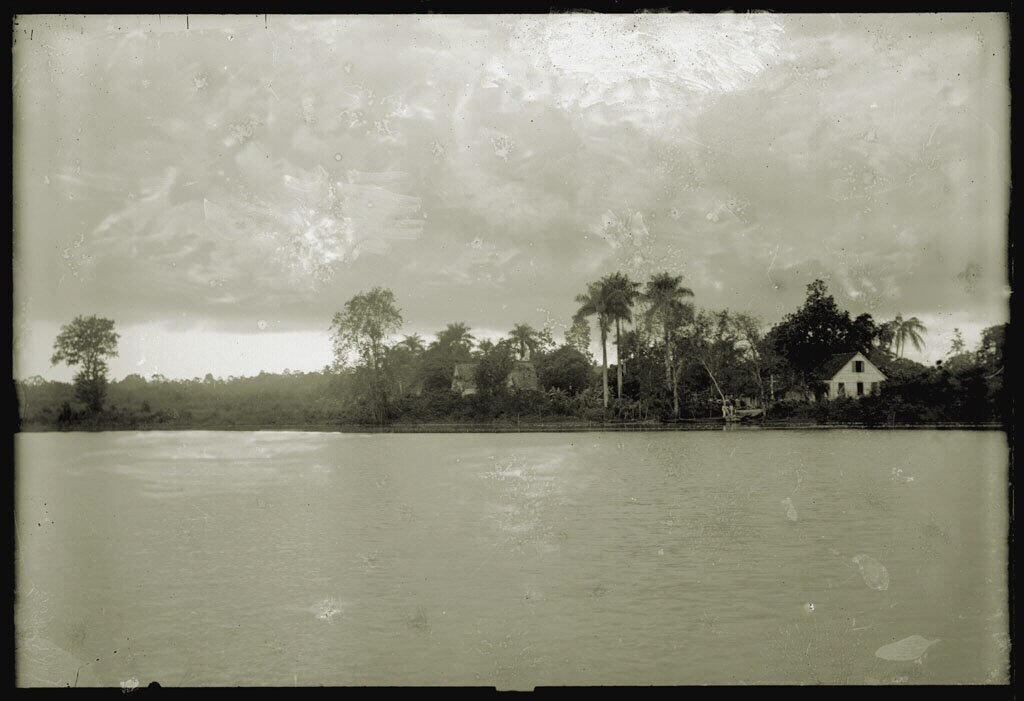
Het vroegere leprozen-etablissement 'Batavia', foto gemaakt door Théodore van Lelyveld tussen 1895 and 1898

Melaatsche vrouw (Saartje Doolhof), Arnoldus Borret, 1878

Aanvankelijk, vanaf 1790 werden alle slaven met verschijnselen van lepra (melaatsheid) door het gouvernement bijeengebracht op plantage Voorzorg aan de Saramacca, tegenover fort Groningen. Toen er meer plantages en bewoners aan de Saramacca kwamen werden de leprozen in 1824 verplaatst naar Batavia. Vanwege de afzichtelijke verschijningsvorm van gevorderde lepra is de angst voor de ziekte van oudsher groot. Besmetting treedt echter alleen op bij een verminderd afweersysteem en langdurig lichamelijk contact. Plantage-eigenaren waren vanaf 1830 verplicht hun besmet verklaarde slaven naar Batavia te sturen op straffe van een boete van 200 gulden per besmetteling. Plantageregisters tussen 1830 en 1863 laten zien dat er per jaar tussen de 10 en de 20 leprozen op Batavia aankwamen, per plantage meestal maar één of twee personen. Onder hen ook malengers.
De plattegrond van Batavia kent een min of meer klassieke indeling met de volgende gebouwen: een directeurswoning met magazijn, een strafcel of arresthuis, een dokterswoning met hospitaaltje (vanaf 1850), een aantal bediendenwoningen en vijftig uit palissaden opgetrokken hutten met palmbladdaken. Achter de kerk-pastorie (ingewijd 1836) was een begraafplaats.

### Emancipatie 1863
In 1826 telde Batavia ongeveer 300 leprozen. In 1853 waren er 453 melaatsen. Bij de emancipatie of afschaffing van de slavernij in 1863 was het aantal besmettelingen 380, waaronder elf reeds vrije personen. De 369 met lepra besmette slaven kregen op dat moment een achternaam toebedeeld. De eigenaren kregen geen vergoeding. Uit het slavenborderel valt op te maken dat 184 personen 'alleenstaand' waren in die zin dat hun achternaam maar één keer voorkomt. Van de 41 'families' was de gemiddelde grootte vijf personen. De meeste families telden 2, 3 of 4 personen. De familie Wiebers was het talrijkst met 23 personen.
Bij de afschaffing van de slavernij in 1863 werden op Batavia 369 slaven 'vrij' gemaakt, waarbij 178 nieuwe achternamen werden geboekstaafd, te weten de volgende: 
Alson, Appel, Arduin, Ark, Baden, Balcon, Barlijn, Bato, Bazel, Bedrag, Beeld, Besef, Bever, Blaak, Blad, Bleef, Blijk, Blik, Blut, Bodem, Bogt, Bollig, Bord, Bottel, Bouwe, Broksel, Brom, Broos, Bruinig, Bruto, Budheim, Bult, Burgwal, Caneron, Cavia, Daalder, Deel, Delft, Delmon, Doel, Dons, Doolhof, Dord, Draad, Dudiker, Eb, Edeler, Eendragt, Eiland, Emmer, Ende, Essel, Feliksdal, Fonds, Galjoot, Gerling, Gewijd, Godes, Graver, Grief, Grift, Guds, Haan, Half, Halwer, Handig, Helm, Honinger, Hoofd, Hooi, Kandy, Kars, Kenner, Ketting, Kink, Klip, Klomp, Knik, Kolk, Kommer, Kuilen, Kust, Kwik, Lande, Langoet, Lapol, Lapora, Leen, Leer, Lentse, Lied, Lijber, Lijden, Linder, Lobs, Loot, Lorens, Louwer, Luk, Luns, Lurfs, Lustig, Maal, Mak, Maker, Maks, Mariens, Maron, Merk, Mezar, Min, Montenor, Mores, Munt, Nagels, Neeg, Nevel, Niethof, Nimmer, Noordhof, Nurs, Oever, Ooft, Orden, Pigot, Pligt, Plijt, Pluk, Poedel, Poelwijk, Poffer, Prent, Pril, Puik, Puin, Raat, Reis, Riggel, Rijger, Roem, Rouw, Rups, Sasser, Satijn, Schaars, Schat, Schoonoord, Schuit, Schuur, Servet, Slaag, Slot, Sluijer, Sluit, Sneek, Sners, Sok, Souda, Spaak, Spel, Speld, Spies, Spoor, Sport, Sprak, Spreij, Sprot, Star, Statig, Steek, Stempel, Stoof, Stoom, Stooter, Straat, Strijd, Taks, Talent, Talk, Tijdig, Tijms, Titel, Trekker, de Tres, Trijp, Ulm, Vaart, Vat, Venlo, Verbond, Verges, Vin, Voordeel, Voorhof, Vosburg, Waarde, Wacht, Waters, Weener, Weiger, Wens, Wereld, Wester, Wiebers, Wiens, Wijk, Wijsel, Worms, Wortel, Worting, Wouder, Zeep, Zelden, Zijgen, Zin, Zout, Zuil en Zweden.
Na 1863 nam het aantal leprozen op Batavia snel af. Het gouvernement had steeds minder greep op de bevolking en veel besmettelingen hielden zich in Paramaribo en omgeving schuil. Het aantal niet-melaatsen op Batavia nam juist toe. In 1875 zijn er volgens de Koloniale Verslagen 125 melaatsen en 45 anderen. In 1880 nog maar 101 melaatsen en 76 anderen. De bewoners waren niet bevreesd voor besmetting. Er was een normale omgang en zorg voor elkaar. Er bestonden relaties tussen gezonden en besmetten en er werden kinderen geboren. Ook kwamen inheemsen langs op Batavia die vertrouwelijk met de melaatsen omgingen.
Ondanks de afschaffing van de slavernij bleef de directie op Batavia onderscheid maken in de rantsoenering van de melaatsen, naar het oude onderscheid tussen slaven en vrijen. Zo kregen de Aziaten (koelies, veelal Engelse onderdanen) gezouten vlees en schoeisel, maar de Afrikanen niet. De 'creolenarbeiders' kregen half zoveel spek als de 'contractarbeiders', maar wel een dubbele portie kabeljauw.

## Rooms-katholieke missie

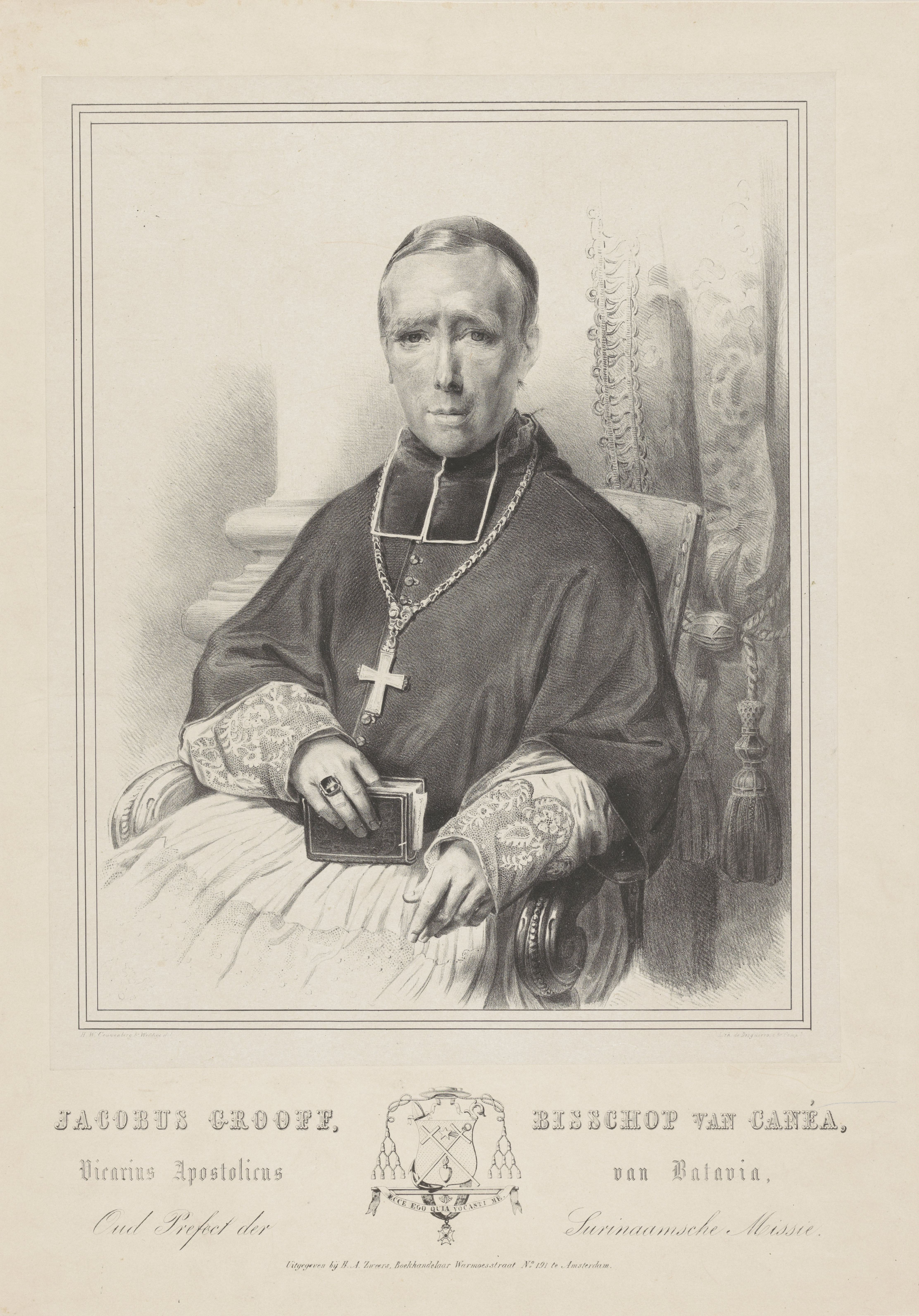
Bisschop Jacobus Grooff, grondlegger van de missiepost op Batavia, portret circa 1844

Batavia aan de Coppename, pentekening door r.k. priester Arnoldus H.A.H.M. Borret, 1878

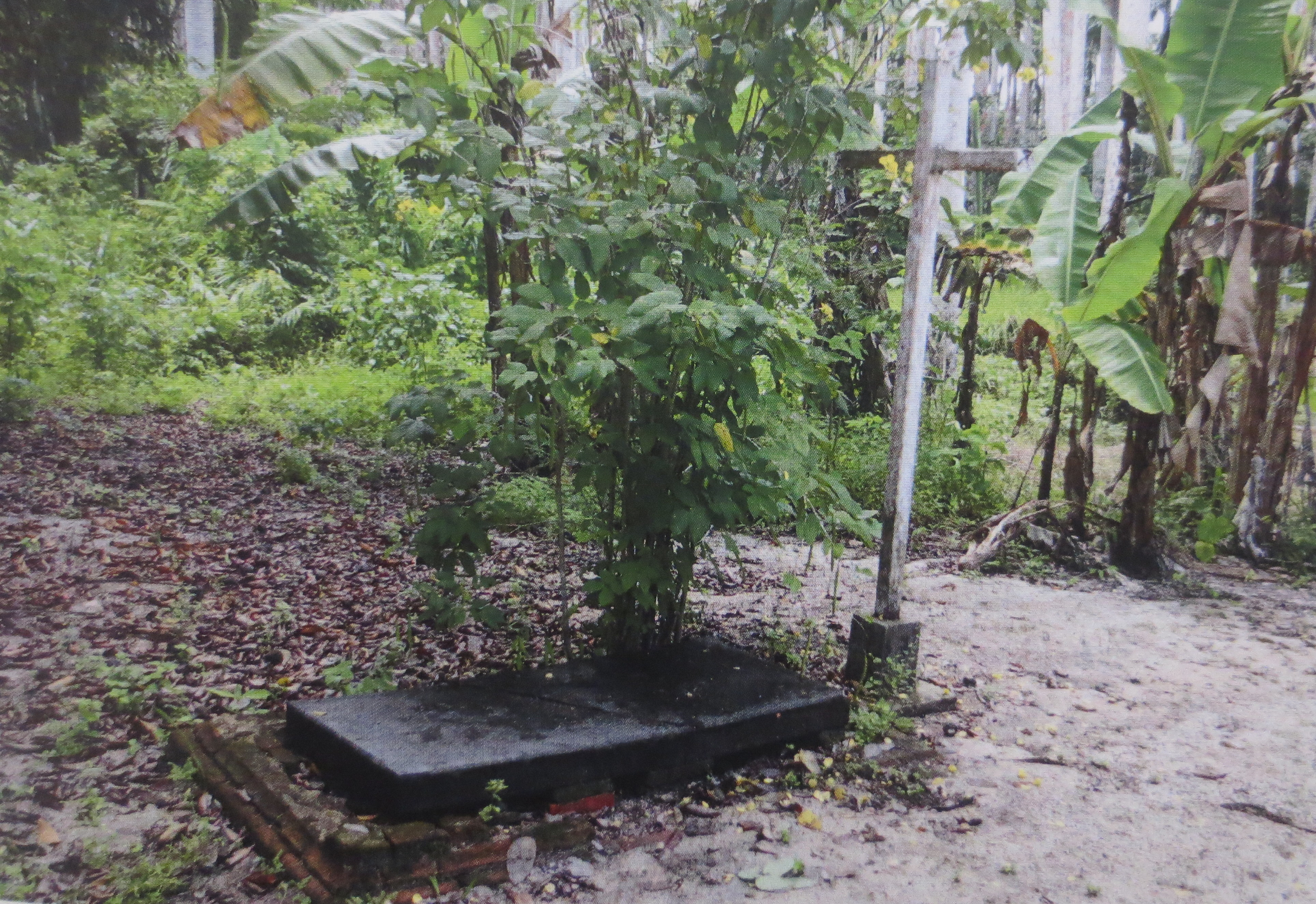
Grafsteen van Anthon Johannes Cateau van Rosevelt, die in 1879 op Batavia overleed

Batavia heeft een speciale relatie met de rooms-katholieke missie, die in Suriname vanuit een achterstandspositie in concurrentie was verwikkeld met andere gezindten, zoals de Evangelische Broedergemeente Suriname (EBGS). 
Pas vanaf 1786 werden vanuit Nederland katholieke priesters naar Paramaribo gestuurd, maar op de plantages waren zij niet welkom. Het protestante koloniaal bestuur had op Batavia een katholieke directeur weggezet, J.H. Hek, en dit opende de weg voor bezoeken van missionarissen, vanaf 1826. In 1830 werd de zielzorg mede hierdoor aan de katholieken toegewezen, inclusief een jaarlijkse vergoeding. Voor het gouvernement was dit financieel voordelig. Voor de katholieke kerk was het een kans te laten zien dat ze kon samenwerken met de overheid en relevant kon zijn voor de kolonie. Jacobus Grooff kocht er een stuk grond en bouwde daarop een kerk met pastorie (bovenwoning) die gereed kwam in 1836. Grooff schreef met regelmaat over Batavia in het blad De Godsdienstvriend. Hij kwam er graag en noemde het zijn lusthof. In 1844 werd Batavia officieel een statie, permanent bewoond door een of meerdere priesters. Vaste pastoors waren achtereenvolgens Heininck, Rutten, Magnée en Donders, gevolgd door anderen.
Het kerkelijk bestuur zag Batavia als een vruchtbaar werkterrein voor catechese en doop. Ook diende Batavia als uitvalsbasis voor kersteningsactiviteiten onder de inheemsen (Arowakken, Waraus en Karaïben) en bij de gevluchte slaven (Marrons of "bosnegers"). De priesters rapporteerden de aantallen gedoopten nauwgezet. Maar hun inspanningen onder deze groepen waren uiteindelijk niet succesvol. Er zijn geen aanwijzingen dat de priesters op Batavia verpleegden. Dat paste niet in het kerkelijk systeem waarin zij opereerden. Zieken in een vergevorderd stadium werden vooral verzorgd door naasten. De slavengemeenschap had haar eigen geloofssysteem met betrekking tot lepra; haar medicinale kennis en behandelingsrituelen deden in effectiviteit niet onder voor die van de Europeanen.
In tegenstelling tot de situatie op de plantages werden vormen van religieus erfgoed uit Afrika (Winti) op Batavia niet geduld. In 1826 liet priester Van der Weijden bij aankomst direct een heilige kankantrieboom omhakken om het terrein te zuiveren van onchristelijke elementen. De opeenvolgende priesters hadden geen begrip voor de 'ongeremde en afgodische' levensstijl van veel bewoners. Dit leidde meermalen tot spanningen. In 1849 werd priester Heininck vergiftigd omdat hij een korjaal had vernietigd waarmee rum Batavia werd binnengesmokkeld. In 1882 verbood priester Donders op Batavia de traditionele Afrikaanse rouwzang singi neti, terwijl het reeds vrije personen betrof.
Het project van de melaatsenzorg op Batavia was in zoverre een succes dat het bij de katholieken in het verzuilde Nederland enthousiast werd ontvangen. Dit leidde tot een groeiende afhankelijkheid. Wat was begonnen met individuele bedelacties zoals door Grooff, mondde uit in aanzienlijke financiële ondersteuning via het Sint Clemens Hofbauer Liefdewerk, speciaal opgericht ter ondersteuning van de missie in Suriname. Ook de lofprijzing van oversten en mede-religieuzen op het werk van een aantal missionarissen te Batavia (Grooff, Donders, Romme en Wulfingh) moet in dit licht gezien worden. De congregatie der redemptoristen aan wie de paus in 1865 de Surinaamse missie had toegewezen speelde een grote rol in de promotie van Batavia. De wedijver met de Evangelische Broedergemeente Suriname én met diverse congregaties in Europa heeft in belangrijke mate bijgedragen aan de werkelijkheid op en de beeldvorming over Batavia. Uiteindelijk heeft het isolement van Batavia geresulteerd in een doorbraak van de katholieke kerk in Suriname. Het protestantisme is echter nooit overvleugeld.

### Missionarissen
De volgende priesters waren, voor korte of langere tijd, actief op Batavia (datum vanaf): Van der Horst (1824); Van der Weijden (1826); Grooff (1826); Schepers (1834); Terstappen (1836); Kempkes (1841); Heininck (1844); Rutten (1847); Magnée (1851); Donders (1856); Swinkels (1866); Van der Aa (1866); Luijben (1867); Verbeek (1867); Bossers (1868); Odenhoven (1869); Romme (1870); Schaap (1871); Van Vlokhoven (1871); Borret (1878); Startz (1879); Van de Kamp (1880); De Kuijper (1881); Bakker (1883); Van Coll (1884); Houben (1887); Wulfingh (1889).
Vijf priesters overleden op Batavia te weten Heininck, Donders, Van Vlokhoven, Bakker en Houben; slechts één ervan (Bakker) overleed aan lepra, hetgeen hij eerder had opgelopen in Paramaribo. Hun graven zijn later overgebracht naar een begraafplaats in de stad. Ook een andere leproos gestorven Europeaan, Cateau van Rosevelt, is waarschijnlijk herbegraven want onder zijn grafsteen is bij onderzoek in 2020 geen stoffelijk overschot aangetroffen.

## Opheffing

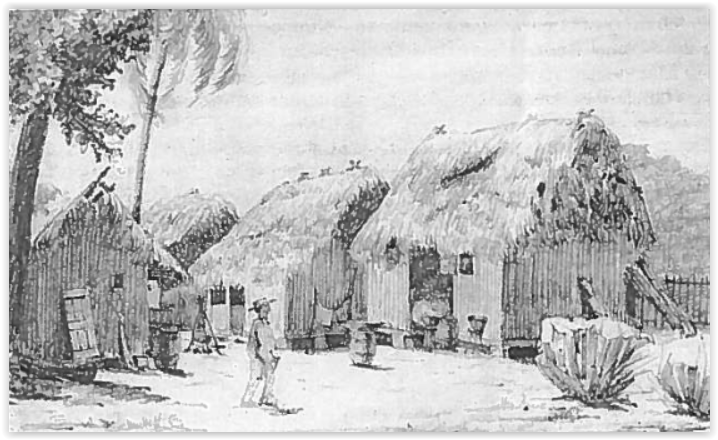
Palissadehutten te Batavia, Arnoldus Borret, 1879. De man met hoed is een dokter.

Vanaf 1880 liet het gouvernement Batavia langzaam 'uitsterven'. Er werd niet meer geïnvesteerd in onderhoud. Nadat de sluis het had begeven kwamen de hutten dikwijls onder water te staan. De situatie werd erbarmelijk. Op 27 september 1897 werden, onder toeziend oog van Wulfingh, de laatst overgebleven 81 melaatsen van Batavia verplaatst naar Groot Chatillon een nieuw etablissement voor leprozen aan de Suriname-rivier nabij Paramaribo. Ook dit was een voormalige plantage, door het gouvernement in 1893 aangekocht. Etablissement Batavia werd platgebrand, inclusief pastorie en dokterswoning, en geheel verlaten. Zowel de katholieken als de protestanten stichtten vanaf dan hun eigen leprozerieën, genaamd Gerardus Majella en Bethesda. Na de ontdekking van de lepra-bacil werd de bestrijding ervan in Suriname langzaamaan geprofessionaliseerd. Met de lepraverordening van 1929 kwamen alle leprozerieën onder toezicht van een gouvernementsleproloog. Pas na de tweede wereldoorlog werd de medische behandeling van lepra in Suriname echt effectief.

## Herontwikkeling

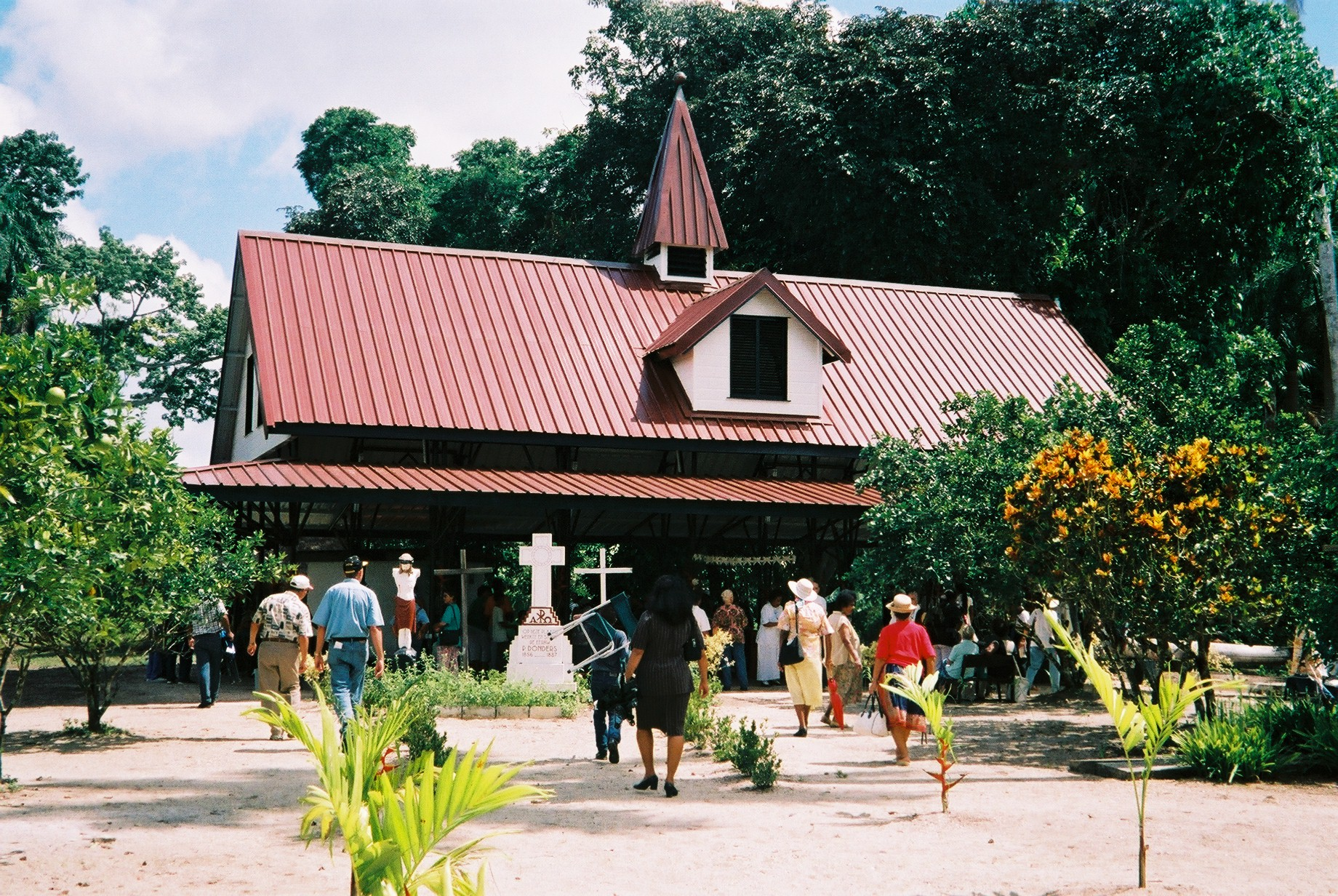
Inwijding kapel zondag 18 nov 2001

In 1989, tijdens de Binnenlandse Oorlog, werd Batavia door een inheemse guerrillagroep gebruikt als observatiepost. In de daaropvolgende jaren werd de post geplunderd en vernield. In 1992 vestigden zich er opnieuw inheemse gezinnen en volgde wederopbouw. Met financiële steun uit Tilburg is Batavia vanaf 2001 herontwikkeld als bedevaartsoord en trekpleister voor toeristen. Daarvoor is de infrastructuur hersteld, een nieuwe kapel opgetrokken en een kruisweg geplaatst met veertien staties van beeldend kunstenaar Leo Wong Loi Sing. In het pelgrimshuis is een permanente tentoonstelling ingericht over het etablissement Batavia, Petrus Donders en lepra.

## Uiteenlopende verwijzingen
In de verschillende bronnen wordt op zeer uiteenlopende wijze naar Batavia verwezen, namelijk als etablissement, plantage, cacaogrond, boasiegrond, leprozengrond, dorp, kamp, plaats, militaire post, missiepost, statie, melaatsenkamp, leprakolonie, gouvernementsleprozerie, verplegingsoord, melaatsenoord, lustoord, afzonderingsoord, afvoerputje, verbanningsoord, bedevaartsoord, pelgrimsplaats en toeristische locatie -alsmede combinaties van dezen.